# Tetrathemis yerburii
Tetrathemis yerburii é uma espécie de libelinha da família Libellulidae.
É endémica do Sri Lanka. Os seus habitats naturais são: florestas subtropicais ou tropicais húmidas de baixa altitude e rios.
Está ameaçada por perda de habitat.